# آختاچی (کردامیر)
آختاچی (به ترکی آذربایجانی: Axtaçı) یک منطقه مسکونی در جمهوری آذربایجان است که در شهرستان کردامیر واقع شده است. آختاچی ۴۴۹ نفر جمعیت دارد.